# Jan Vaník
Jan Vaník (né le 11 avril 1892 à Prague en Autriche-Hongrie (aujourd'hui en République tchèque) et mort le 12 juin 1950) est un joueur de football autrichien et tchécoslovaque (tchèque), qui évoluait en tant qu'attaquant.
Il a fait partie de l'équipe tchécoslovaque, finaliste des Jeux olympiques de 1920 ; il a marqué d'ailleurs quatre buts lors de ces Jeux.
Il a fini au rang de meilleur buteur du championnat de Tchécoslovaquie lors de la saison 1925 avec treize buts.